# Kepler-10 c
Kepler-10 c è un pianeta extrasolare la cui scoperta è stata annunciata dal team della Missione Kepler nel maggio 2011, anche se era stato un pianeta candidato già dal gennaio 2011,  era stato scoperto Kepler-10 b. La conferma è arrivata con successive osservazioni tramite il telescopio spaziale Spitzer.
Orbita attorno alla stella Kepler-10, distante 564 anni luce dalla Terra, nella costellazione del Dragone. Kepler-10 è una stella molto simile al Sole, di classe spettrale GV, con massa circa il 90% di quella del Sole e un raggio pressoché simile.

## Caratteristiche
Kepler-10 c è il secondo pianeta in orbita attorno a Kepler-10; compie un'orbita ogni 45,29485 giorni ad una distanza media dalla stella di 0,2407 UA. Il raggio di Kepler-10 c è stimato essere 0,2 volte il raggio di Giove e 2,227 volte il raggio della Terra. Al momento della sua conferma, la massa di Kepler-10 non era ancora stata ben definita, e il suo limite superiore era stimato pari a circa 20 volte la massa della Terra. Kepler-10 c ha una temperatura di equilibrio stimata in 485 K, mentre l'inclinazione orbitale del pianeta è 89,65°.
Il pianeta inizialmente era stato classificato come un mini-Nettuno, tuttavia Kepler poteva solo misurarne il raggio e non la massa, lasciando numerose incognite sulle effettive caratteristiche del pianeta. In uno studio del 2014 compiuto con lo strumento HARPS-N del Telescopio Nazionale Galileo, situato alle Isole Canarie, un team di astronomi guidato da Xavier Dumusque ha determinato la massa del pianeta in 17 M⊕, definendo Kepler-10 c una "mega Terra", priva di un involucro gassoso esterno ma completamente roccioso come il nostro pianeta. La scoperta comporta notevoli implicazioni riguardo alla formazione planetaria: il pianeta si è formato circa 11 miliardi di anni fa, quando teoricamente gli elementi pesanti presenti nell'universo erano scarsi, ed era quindi ritenuto che vecchi sistemi planetari difficilmente potessero ospitare pianeti rocciosi, teoria che sembrava essere smentita dalla scoperta delle proprietà di Kepler-10 c.
Una più attenta analisi del 2017 dei dati di HARPS-N e HiRes ha tuttavia ridimensionato la massa del pianeta, stimata in 7,37 M⊕, con una densità media di 3,14 g/cm³, quindi più che un pianeta completamente roccioso Kepler-10 c potrebbe essere un pianeta ricco di gas volatili e quindi più simile a un mininettuno che a un pianeta roccioso.
Uno studio del 2025, da parte di un team dell'INAF, ha riportato una massa pari a 11,29 M⊕, con una densità di 4,75 g/cm³, ipotizzando che il pianeta sia formato prevalentemente da acqua allo stato solido (eventualmente anche acqua allo stato liquido, magari non in superficie), in pratica una grande sfera di ghiaccio. Pianeti simili erano stati previsti in alcuni modelli teorici ma mai osservati prima.